# Алеппо (вілаєт)
36°13′00″ пн. ш. 37°10′00″ сх. д. / 36.216666666667° пн. ш. 37.166666666667° сх. д.
Вілаєт Алеппо (осман. ولايت حالب) — вілаєт Османської імперії, що розташовувався на півночі регіону Сирія. Утворений 1866 року замість еялету Алеппо з площею 78,490 км². Припинив існування у 1918 році разом з поразкою Османської імперії в Першій світовій війні.

## Історія
У 1866 році в рамках реформи часів Танзимату еялет Алеппо було перетворено на вілаєт Алеппо, до якого доєднано еялет Ракка. Також до нього приєднано території з Аданського та Діярбекірського вілаєтів, насамперед міста Мараш, Урфа та Антеп. Відкриття у 1869 році Суецького каналу завдало значної шкоди економічному становищу провінції, оскільки порушило традиційні шляхи з Індії через Персію до Близького Сходу. Тут товари та різний крам рушали через канал, що контролювали британці. Це зрештою призводило до соціального загострення, що часто виливалося в релігійні конфлікти. У 1895 році в Урфі турками й курдами було вбито 8 тис. вірмен.
Задля розв'язання транспортної проблеми султанський уряд намагався розвивати залізничне сполучення. У 1906 році залізниця з'єднала Алеппо з містами Дамаск і Хама, а у 1915 році — зі Стамбулом.
Під час Першої світової війни вілаєт був важливою економічною та політичною базою османської імперії, оскільки населення виступало проти арабського націоналізму та їх очільників-шейхів. останні підтримували війська Антанти на Палестинському фронті. Через вілаєт рухалися війська, провіант, необхідні матеріали. Втім наближення франко-англійських військ спонукало християн піднімати повстання, особливо значною була боротьба вірменських загонів на Муса-Дагі, які запобігли черговій різанині вірменської меншини. Після поразки османських військ вілаєт Алеппо було окуповано Францією та загонами королівства Сирія. Остання битва за Алеппо відбулася у жовтні 1918 року, де арабо-британські війська завдали поразки османській армії й захопили адміністративний центр провінції.
Відповідно до Севрського договору 1920 року Франція повинна була отримали північні санджаки вілаєту разом з Аданським вілаєтом. У боях за Урфу, Мараша брали участь вірменські бригади, проте вони не змогли відвоювати ці міста. Після поразки французів від військ Турецької республіки у 1920—1921 роках (особливо героїчна оборона міста Антеп) Франція відмовилася від Кілікії. Зрештою північні райони колишнього вілаєту Алеппо стали частиною Туреччини, а Алеппо увійшла до складу мандатної території Сирія під урядуванням Франції. В Іскендерунській кази було утворено державу Хатай, яка 1939 року поєдналася з Турецькою республікою.

## Структура
Вілаєт складався з 6 санджаків:
- санджак Алеппо мав 7 кази: Алеппо, Іскендерун, Антак'я, Белен, Ідліб, Ель-Баб, Джиср-аш-Шугур.
- Антепський санджак — 3 кази: Антеп, Кіліс, Румкале.
- санджак Джебель Семаан — 3 кази: Джебель Семаан, Мааррет-ен-Нууман, Манбідж.
- Марашський санджак — 5 кази: Мараш, Пазарджик, Ельбістан, Сюлейманли, Гьоксун.
- санджак Урфа — 6 кази: Урфа, Біреджик, Нізіп, Суруч, Харан, Ракка.
- Зорський санджак — 2 кази: Дайр-ез-Заур, Рас ель-Айн. З 1880 року стає мутасаррифатом.

## Населення
У 1874 році населення становило 535,7 тис. осіб. Відповідно до перепису 1885 року в вілаєті мешкало 1,5 млн осіб Основу складали араби й турки, яких було майже порівну. Значними національними меншинами були вірмени (бл. 41 тис. осіб) та ассирійці та греки, об'єднані в статистиці як православні (бл. 22 тис. осіб). Крім того тут мешкали курди, перси.
У 1914 році відповідно до офіційної статистики в вілаєті мешкало 1 097 627 осіб, з яких 944 119 осіб були мусульманами (турками, арабами, курдами), 90 155 — вірменами, 13 753 — православними, 13 311 — юдеями, 19 882 — греко-католиками.

## Економіка
Основу становило землеробство, торгівля, частково, тваринництво. У санджаках Алеппо, Мараш та Урфа в значній кількості вирощували пшеницю, маслини, фрукти. Марашський санджак вирощував у великій кількості рис, що поставлявся до Італію й Єгипту. Алеппо стало центром виготовлення мила. Будівництво залізниці у 1890-х роках (завершено 1906 року0,, що зв'язала в Сирією, Палестиною  та портом Бейрут (через Дамаск) сприяло розвитку роргівлі. Важливим портом стає Іскендерун.